# Lijst van Belgische volksvertegenwoordigers 1831-2002

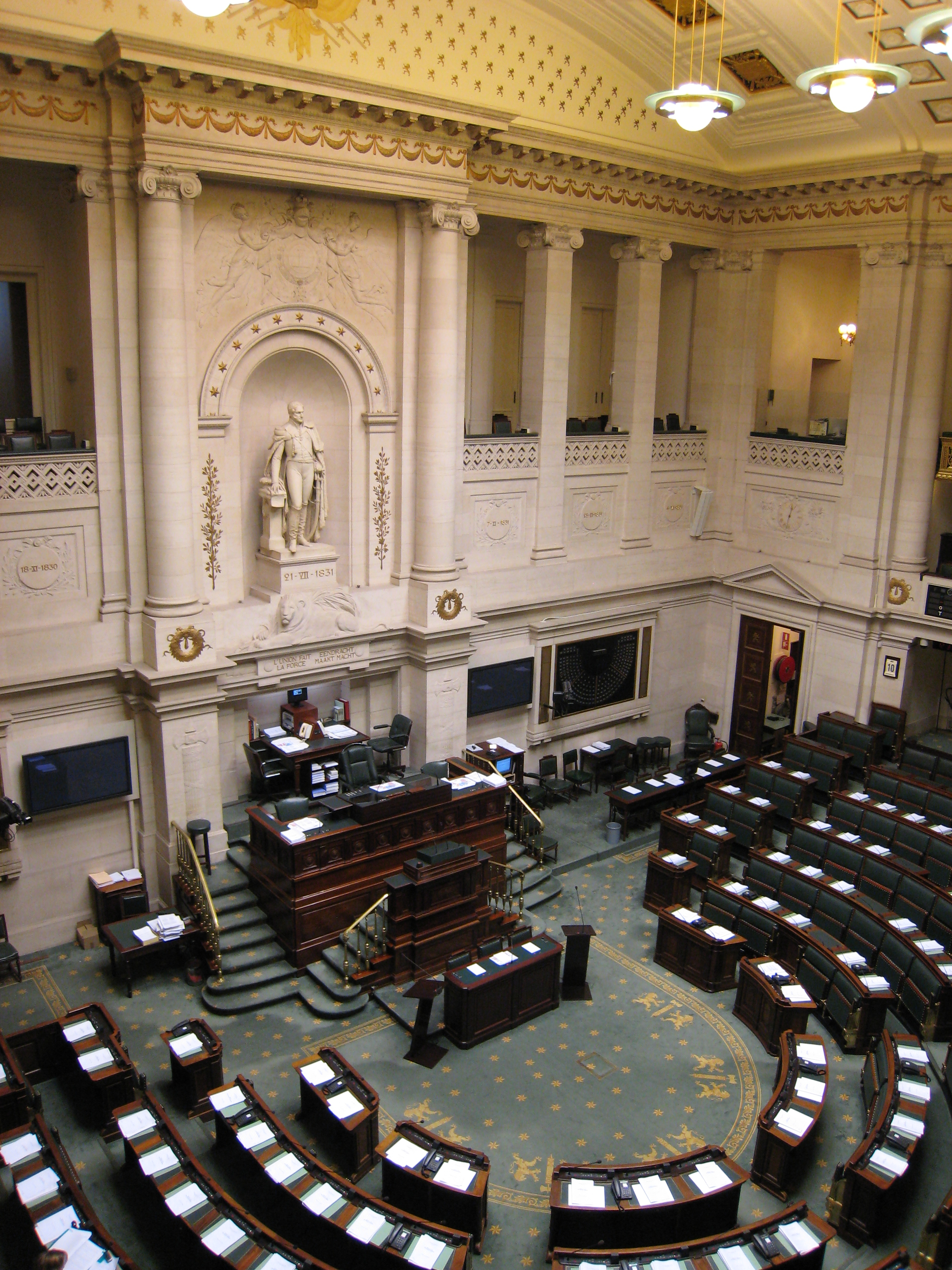
De Kamer van volksvertegenwoordigers van België

Dit is een alfabetische lijst van leden van de Belgische Kamer van volksvertegenwoordigers, tussen 1831 en 2002.

## A
- Ernest Adam
- Hugo Adriaensens
- Magda Aelvoet
- Firmin Aerts
- Victor Albert
- Alphonse Allard
- Julien Ernest Allard
- Henri Julien Allard
- Emile Allewaert
- Alfred Amelot
- Vic Anciaux
- Dieudonné Alfred Ancion
- Joseph-Olivier Andries
- Ange Angillis
- Gerolf Annemans
- Edward Anseele
- Edward Anseele jr.
- Bernard Anselme
- Henri Ansiau
- Jos Ansoms
- Armand Anspach-Puissant
- François Anspach
- Jules Anspach
- Filip Anthuenis
- Georges Anthuenis
- André Antoine
- Joseph Arens
- Victor Arnould
- Camille Artisien
- Albert Asou
- Leo Augusteyns

## B
- Mik Babylon
- Auguste Baccus
- Gaston Baccus
- Daniel Bacquelaine
- Louis Bacquin
- Paul Baelde
- Henri Baels
- Frans Baert
- Denis Baeskens
- Louis Baillon
- Charles-Maximilien Bailly
- Roger Baize
- Didier Bajura
- Eddy Baldewijns
- Raoul Baligand
- Charles Emile Balisaux
- Henricus Ballet
- August Balthazar
- Albert Baltus
- Marion Banneux
- Jules Bara
- Victor Barbeaux
- Luc Barbé
- Raymond Barbé
- Antoine Barthélémy
- Marcel Bartholomeeussen
- Jules Bary
- Jean Barzin
- René Basecq
- Arthur Bastien
- Gustave Bastien
- Marguerite Bastien
- Emile Baudrux
- André Baudson
- Maximilien Bausart
- Lieven Bauwens
- Eugène Beauduin
- Victor Beauduin
- Pierre Beaufays
- Eugène Beaufort
- Richard Beauthier
- Aloïs Beckers
- Pierre Beckers
- Raymond Becquevort
- Joseph-Adrien Beeckman
- Florent Beeckx
- Hendrik Beelen
- Georges Beerden
- Louis Beerenbroek
- Auguste Beernaert
- Victor Begerem
- Gaston Behaghel de Bueren
- Philippe Behaghel de Bueren
- Clément Behn
- Oscar Behogne
- Ignace Bekaert-Baeckelandt
- Pierre Beke
- Jozef Belmans
- Peter Berben
- Henri Bergé
- Nicolas Berger
- Charles Bergh
- Kamiel Berghmans
- Jean Berlemont
- Nicolas Berloz
- Louis Bernard
- Emile Bertaux
- Adrien Bertelson
- Félix Berten
- André Bertouille
- Alfred Bertrand
- Etienne Bertrand
- Louis Bertrand
- Pierre Bertrand
- Ward Beysen
- Edouard Biart
- Pierre Biebuyck
- Richard Biefnot
- Yvon Biefnot
- Edouard Bieswael
- Gerard Bijnens
- Augustin Bila
- Jean Bilaut
- Karel Blanckaert
- Charles Blargnies
- Emile Blavier
- Jules Blavier
- Fernand Blum
- Isabelle Blume-Grégoire
- Henri Bockstael
- Elie Bockstal
- Jean Bodart
- Joseph Bodart
- Henri Boddaert
- Marcel Bode
- Louis Boeckx
- Jules Boedt
- Lucien Boedt
- Henri Boel
- Pol-Clovis Boël
- Daan Boens
- Cecile Boeraeve-Derycke
- Ferdinand Boey
- Gustave Boeykens
- Remi Bogaert
- August Bogaerts
- Georges Bohy
- Joseph Bologne
- André Bondroit
- Alphonse Bonenfant
- Mathilde Boniface
- Alfred Bonjean
- Joseph Remacle Bonmariage
- Raoul Bonnel
- Hans Bonte
- Jean Boon
- Louis Boone
- Antoine Borboux
- Fons Borginon
- Hendrik Borginon
- Gustave Borginon
- Alberto Borin
- Jean Borremans
- Jules Borsu
- Félicien Bosmans
- Jozef Bosmans
- Gustave Bosquet
- Charles Bossicart
- Pierre Bosson
- Gilbert Bossuyt
- Auguste Boucher
- Désiré Bouchery
- Ernest Boucquéau
- Philippe-Joseph Boucquéau de Villeraie
- Joseph Bouilly
- Marius Boulenger
- Bernard Boulez
- André Bourgeois
- Balthazar Bourgeois
- Geert Bourgeois
- René Bourgeois
- Max Bourguignon
- Marc Bourry
- Martin Boutet
- Philippe Bouvier
- Albertus Bouweraerts
- Emile Boval
- François Bovesse
- Jean-Baptiste Brabant
- Jules Melchior Brabant
- Frédéric Braconier
- Joseph Bracops
- Hippolyte Braffort
- René Branquart
- Guy Brasseur
- Hubert Brasseur
- Maurice Brasseur
- André Brassinne
- Emile Braun
- Alphonse Brenez
- Georgette Brenez
- Frieda Brepoels
- Gustaaf Breyne
- Paul Breyne
- Henri Alexis Brialmont
- Alphonse Briart
- Henri Bricoult
- Jean Bricourt
- Valentin Brifaut
- Louis Bril
- Raymond Brimant
- Victor Briol
- José Brisart
- Aristide Brixhe
- François Broers
- Paul Broquet
- Hervé Brouhon
- Hubert Brouns
- François Broustin
- Léon Brouwier
- Frédéric Brugmann de Walzin
- Adrien Bruneau
- Emile Brunet
- Fernand Brunfaut
- Frans Brusselmans
- Henri Brutsaert
- Leon Bruynincx
- William Bruynincx
- Jacky Buchmann
- Marius Bufquin des Essarts
- Xavier Buisseret
- Emile Buisset
- Karel Buls
- Colette Burgeon
- Willy Burgeon
- Ernest Burnelle
- Max Buset
- Marcel Busieau
- Philippe Busquin
- Edouard Busschaert
- Emile Butaye
- Adolphe Buyl
- Arthur Buysse
- Gérard Buzen

## C
- Jean Caeluwaert
- Pierrette Cahay-André
- Arsène Caignet
- Alfred Califice
- Honoraat Callebert
- Hippolyte Callier
- Pierre Calmeyn
- Augustin Caluwaerts
- Félix Cambier
- Léon Cambier
- Louis Cambier
- Félix Georges Camby
- Herman Candries
- José Canon
- Daniel Léon Cans
- Louis Cantillon
- Emile Capelle
- Jules Carbon
- Louis Carbon
- Paul Carbon
- Victor Carbonnelle
- Georges Cardoen
- Charles Carlier
- Emile Carlier
- Jules Carlier
- Théophile Carlier
- Omaar Carpels
- Emile Carpentier
- Victor Carpentier
- Henri Carton de Tournai
- Henri Carton de Wiart
- Hyacinthe Cartuyvels
- Clément Cartuyvels
- Alphonse Casse
- Henri Castel
- Adelson Castiau
- Charles Camille Castilhon
- Arthur Catteeuw
- Jean Caubergs
- Jan Caudron
- Frans Cauwenberghs
- Ferdinand Cavrot
- Jos Chabert
- Ernest Challe
- Jozef Chalmet
- Guy Charlier
- Philippe Charlier
- Abel Charloteaux
- Eugène Charpentier
- Edouard Chaudron
- Marcel Cheron
- Pierre Chevalier
- Pierre Christiaens
- Frans Christiaenssens
- Jean-Claude Ciselet
- Albert Claes
- Louis Claes
- Raoul Claes
- Willy Claes
- Dries Claeys
- Joseph Clep
- Paul Clerckx
- Raymond Clercx
- Georges Clerfayt
- Alphonse Clignez
- Edouard Close
- Dieudonné Closset
- Joseph Clynmans
- Désiré Cnudde
- Fernand Cocq
- Jules Coelst
- Guy Coëme
- Daniël Coens
- Edouard Cogels
- Jacques Coghen
- René Colaert
- Alexandra Colen
- Henri Colfs
- Jef Colin
- Fernand Colla
- Marcel Colla
- Leo Collard
- Jacques Collart
- Marcel Collart
- Léon Colleaux
- Alphonse Collet
- Paul Collet
- Robert Collignon
- Jean-Baptiste Cols
- Willem Content
- Carolus Convent
- André Cools
- Bob Cools
- Jozef Cools
- Pierre Joseph Cools
- Jean-Baptiste Coomans
- Etienne Cooreman
- Gerhard Cooreman
- Lucien Cooremans
- Germaine Copée-Gerbinet
- Albert Coppé
- Jules Coppée
- Charles Coppens
- Edgard Coppens
- Eugène Coppens
- Alfons Coppieters
- Maurits Coppieters
- Charles Coppieters Stochove
- Jean-Baptiste Coppieters 't Wallant
- Alexandre Corbeau
- Frédéric Corbisier
- Anne-Marie Corbisier-Hagon
- Marc Cordeel
- Georges Cordier
- Edward Coremans
- François Cornéli
- Prosper Cornesse
- Clotaire Cornet
- Véronique Cornet
- Ferdinand Cornet de Grez
- Charles Cornet d'Elzius
- Jean-Baptiste Cornez
- Willy Cortois
- Vincent Cossée de Maulde
- Marcel Coucke
- Jean Coulonvaux
- Pierre Couneson
- Marcel Counson
- Maurice Couplet
- Georges Cousot
- Jules Coussens
- Marcel Couteau
- Auguste Couvreur
- Hugo Coveliers
- Lode Craeybeckx
- Germaine Craeybeckx-Orij
- Simonne Creyf
- Maurice Crick
- Lisette Croes
- François Crombez
- Henri Crombez
- Louis Crombez
- Mathieu Croonenberghs
- Alexandre Cruyt
- Guy Cudell
- Hector Cuelenaere
- Henri Cugnon
- Charles Cumont
- Guillaume Cumps
- Philippe Cuvelier
- Rony Cuyt
- Jozef Cuyvers

## D
- Jan Daems
- Rik Daems
- Adolf Daens
- Pieter Daens
- Michel Daerden
- Pierre Daye
- Adhémar d'Alcantara
- Jules Dallemagne
- Philippe Dallons
- Marcel Daman
- André Damseaux
- Pierre Dams
- Jules d'Andrimont
- Léon d'Andrimont
- Jules Joseph d'Anethan
- Antoine Dansaert
- Livien Danschutter
- José Daras
- Charles d'Aspremont Lynden
- François Dautrebande
- Jean Dauvister
- Pierre-Joseph David
- Pierre-Hubert David
- Victor David
- Gilles Davignon
- Julien Davignon
- Aloys De Backer
- Thomas Debacker
- Pierre de Baets
- Hyacinthe de Baillet
- Georges de Baillet Latour
- Louis de Baré de Comogne
- Camille Joseph De Bast
- Norbert De Batselier
- Alphonse De Becker
- Emile De Becker
- Auguste de Becker Remy
- Nicolas de Behr
- Gustave Debersé
- Léon de Bethune
- Louis-Marie de Bethune
- Adiel Debeuckelaere
- André De Beul
- Raymond de Biolley
- Florent De Bleeckere
- Hippolyte de Boe
- François de Bonne
- Frédéric De Bontridder
- Jules de Borchgrave
- François de Borchgrave d'Altena
- Frédéricq De Bourdeau d'Huy
- Philippe de Bousies
- François De Brabandere
- Jos De Bremaeker
- Gustave De Breyne
- Pierre De Breyne
- Emmanuel de Briey
- Albert de Briey
- Louis de Briey
- Emile de Bronckart
- Charles de Broqueville
- Louis de Brouchoven de Bergeyck
- Charles de Brouckère (junior)
- Henri de Brouckère
- Jules De Brouwer
- Florentin de Brouwer de Hogendorp
- Louis Debroux
- Alexandre de Browne de Tiège
- Charles De Bruycker
- Léon De Bruyn
- Prosper De Bruyn
- Augustin De Bruyne
- René Debruyne
- Jean Debucquoy
- François-Xavier De Bue
- August Debunne
- Oscar Debunne
- Jules de Burlet
- Pierre de Burlet
- Marcel Décarpentrie
- Adolphe Dechamps
- Louis de Chentinnes
- Joseph de Chimay
- Joseph II de Chimay
- Joseph III de Chimay
- Alphonse de Chimay
- Camille Decker
- Albert De Clerck
- Henri De Clerck
- Stefaan De Clerck
- Willy Declerck
- Adolphe Declercq
- Emile De Clercq
- Staf De Clercq
- Paul De Clercq
- Raf Declercq
- Tijl Declercq
- Willy De Clercq
- Jean-Pierre de Clippele
- Pierre Jean De Clippele
- Edouard De Cocq
- Virgil De Commer
- Charles de Coninck de Merckem
- Daniël Deconinck
- Jules Deconinck
- René De Cooman
- Albert De Cordier
- Adrien de Corswarem
- Guillaume de Corswarem
- Jan Decorte
- Albert De Coster
- Léon De Coster
- Marcel Decoster
- Pieter De Crem
- Vincent Decroly
- Herman De Croo
- Armand De Decker
- Eugène de Decker
- Pieter de Decker
- François-Xavier de Donnea
- Eugène Charles de Dorlodot
- Joseph Dedoyard
- Eugeen De Facq
- Joseph Defaux
- Paul de Favereau
- Philippe Defeyt
- Auguste de Florisone
- Léon de Florisone
- Gustave Defnet
- Leo de Foere
- Idesbalde Defontaine
- Léon Defosset
- Jean Defraigne
- Louis Defré
- Alfred Defuisseaux
- Léon Defuisseaux
- Raoul Defuisseaux
- Magda De Galan
- Denis François de Garcia de la Véga
- Alice Degeer-Adère
- Eugène De Gent
- Jules de Géradon
- Etienne de Gerlache
- Jean-Baptiste de Ghellinck d'Elseghem
- Emile De Gottal
- Paul De Grauwe
- Léon Degrelle
- Louis De Grève
- Pieter Isidore De Greve
- Alfons De Groeve
- André Degroeve
- Eugène De Groote
- Etienne de Groot
- Hubert De Groote
- Albert De Gryse
- Eugène De Guchtenaere
- Jean-Luc Dehaene
- Désiré de Haerne
- Eduard Dehandschutter
- Joseph De Hasque
- Jules de Hemptinne
- Louis de Hemptinne
- Jean-Maurice Dehousse
- Théo Dejace
- Adolf De Jaegere
- Maurice De Jaegere
- Charles Dejaegher
- Edouard De Jaegher
- Camille De Jaer
- Claude Dejardin
- Georges Dejardin
- Joseph Dejardin
- Lucie Dejardin
- René Dejonckheere
- Miche Dejonghe
- Charles de Jonghe d'Ardoye
- Fernand de Jonghe d'Ardoye
- Jean de Jonghe d'Ardoye
- Jules De Keersmaecker
- Paul De Keersmaecker
- Georgette De Kegel
- Philippe De Kepper
- Charles de Kerchove de Denterghem
- Henri de Kerchove
- Oswald de Kerchove de Denterghem
- Prosper de Kerchove de Denterghem
- Abel de Kerchove d'Exaerde
- Robert de Kerchove d'Exaerde
- Eugène de Kerckhove
- Paul De Kerpel
- Amédée De Keuleneir
- Roger De Kinder
- Hubert Delacolette
- Edmond de la Coste
- Léon Delacroix
- Jan Jacob Alfried de Laet
- Thomas Delahaye
- Emile de Lalieux de La Rocq
- Désiré de Lamalle
- Louis de Laminne
- François de Langhe
- Gustave de Lannoy
- Pierre Delannoy
- Léon de Lantsheere
- Théophile de Lantsheere
- Robert Delathouwer
- Achille Delattre
- Victor de Laveleye
- Georges Delbastée
- Auguste Delbeke
- Julien Delbeke
- René Delbrouck
- Charles Delcour
- Yvonne Deleau-Prince
- Charles Delebecque
- Jean Ghisbert de Leeuw
- Josse Delehaye
- Louis de Le Hoye
- Jean-Baptiste Delescluse
- Olivier Deleuze
- Antoine Delfosse
- Noël Delfosse
- Léon Delhache
- Jean Delhaye[1]
- Jean-Baptiste Delhaye
- Jean Delhez
- Gustave de Lhoneux
- Antoine-François d'Elhoungne
- François d'Elhoungne (1815-1892)
- Pierre de Liedekerke de Pailhe
- Hadelin de Liedekerke Beaufort
- Charles Deliège
- Jozef De Lille
- Victor De Lille
- Adolphe de Limburg Stirum
- Jean-Marc Delizée
- Roger Delizée
- Hippolyte della Faille d'Huysse
- Alphonse della Faille de Leverghem
- Adolphe della Faille d'Huysse
- Nicolas de Longrée
- Herman De Loor
- Zefa De Loore-Raeymaekers
- Roger De Looze
- Henri Delor
- Antoine Delporte
- Victor Delporte
- Victor Delporte (1922)
- Georges Delputte
- André Delrue
- Gérard Delruelle
- Janine Delruelle
- Leon Ernest Deltenre
- Charles de Luesemans
- Frédéric Delvaux
- Louis Delvaux
- Paul Marie Delvaux
- Henry Delvaux de Fenffe
- Isidore Delvigne
- Leo Delwaide
- Ferdinand de Macar
- August de Maere
- Maurice de Maere d'Aertrycke
- Annie De Maght
- Ephrem De Malander
- Robert De Man
- Filip De Man
- Jean-Marie de Man d'Attenrode
- Fernand Demany
- Célestin Demblon
- Antoine de Meer de Moorsel
- Charles de Meester
- Emmanuel de Meester
- François de Meester de Heyndonck
- Wivina Demeester
- Ferdinand de Meeûs
- Albert de Menten de Horne
- Félix de Mérode
- Werner de Merode
- Karel de Mérode-Westerloo
- Hendrik de Mérode-Westerloo
- Marcel Demets
- Julien Demeulenaere
- Francine Demeulenaere-Dewilde
- Adolphe Demeur
- Omer De Mey
- Magda De Meyer
- Jozef Demeyere
- Léon de Moerman d'Harlebeke
- René Demoitelle
- Johan De Mol
- Grégoire Demonceau
- Albéric de Montblanc
- Charles de Montpellier
- Jules de Montpellier
- Adrien de Montpellier de Vedrin
- Edouard De Moor
- Maria-Theresia de Moor-Van Sina
- Alphonse de Moreau
- Emile De Mot
- Rudy Demotte
- Marcelin Demoulin
- Felix de Mûelenaere
- Gustave de Mûelenaere
- Edward Demuyt
- Albert Demuyter
- Ernest Demuyter
- Jean De Naeyer
- Remi Emile Deneef
- Edouard De Néeff
- Pierre-Jean Denef
- Adhémar Deneir
- Hector Denis
- Jean Denis
- Maurice Denis
- Robert Denis
- Robert Denison
- Alfons De Nolf
- André Denys
- Placide De Paepe
- Alexandre de Paul de Barchifontaine
- Julius De Pauw
- Armand De Pelsmaeker
- Armand de Perceval
- Jean de Perceval
- Leo De Peuter
- Edouard de Pierpont
- Charles de Pitteurs-Hiegaerts
- Henri de Pitteurs-Hiegaerts
- Charles De Ponthière
- Auguste De Portemont
- Joseph de Potter-Soenens
- Ursmar Depotte
- François De Pouhon
- Jozef Depré
- Jean-Baptiste Deprey
- Oscar Deprez
- Remi De Puydt
- André Dequae
- Edouard Dequesne
- Sébastien De Raet
- Maurice de Ramaix
- Henri De Rasquinet
- Jules de Rasse
- Charles Derbaix
- Eugène Derbaix
- Charles Dereine
- Maximilien de Renesse
- Louis De Reu
- Bob De Richter
- Etienne Derick
- Louis De Ridder
- Marguerite De Riemaecker-Legot
- Stanislas De Rijck
- Raymond Derine
- Alexandre de Robaulx
- Louis de Robiano
- Charles De Rongé
- Carolus Josephus de Roo
- Johan De Roo
- Fernand de Rossius
- Pascal Deroubaix
- Edouard de Rouillé
- Charles de Royer
- Marcel Derudder
- Mathieu de Ruddere de te Lokeren
- Henri Deruelles
- Erik Derycke
- Louis De Sadeleer
- Jos De Saeger
- Pierre De Saegher
- Rodolphe Desaegher
- Willy Desaeyere
- Jean De Saive
- Jules Descampe
- Joseph Jules Descamps
- Joseph Louis Descamps
- François de Schaetzen
- Georges de Schaetzen
- Louis de Schaetzen
- Oscar de Schaetzen
- Pierre Deschamps
- Léopold Deschepper
- Lucien Deschodt
- August de Schryver
- Augustin De Schutter
- Frédéric de Sécus
- Désiré Desellier
- Edmond de Selys Longchamps
- Hector de Selys Longchamps
- Jozef De Seranno
- Aimé Desimpel
- Camille Desmaisières
- Léandre Desmaisières
- Pierre-Charles Desmanet de Biesme
- José Desmarets
- Jules Desmedt
- René Desmedt
- Eugène De Smet
- Peter Desmet
- Séraphin De Smet De Lange
- Paul de Smet de Naeyer
- Frans Desmidt
- Ferdinand Desoer
- Mathieu de Somzée
- Julien Desseyn
- Jacques De Staercke
- Ernest de Steenhault
- Etienne de Stenbier de Wideux
- Maurice Destenay
- Charles Destouvelles
- Jules Destrée
- Pierre Destriveaux
- Ferdinand de Stuers
- Emmanuel Desutter
- Roland Deswaene
- Arthur De Sweemer
- Alfred De Taeye
- Michèle Detaille
- François de Terbecq
- Gustave de Terwangne
- Albert de Theux de Meylandt
- Barthélémy de Theux de Meylandt
- Alfred Dethuin
- Rutger de Tiecken de Terhove
- Frans Detiège
- Leona Detiège
- Thierry Detienne
- Camille de Tornaco
- Jean-Pierre Detremmerie
- Jules de Trooz
- Nathalie de T'Serclaes
- Emile de T'Serclaes de Wommersom
- Jef Deumens
- Paul Devaux
- Godfried Develter
- Albert Devèze
- Michel Devèze
- Paul De Vidts
- Jules Devigne
- Fernand Devilers
- Gustaaf De Ville
- Jean-Marie de Villegas
- Albert de Vleeschauwer
- Charles De Vlieger
- Wilfried De Vlieghere
- Paul Devlies
- Jacques De Volder
- Joseph Devolder
- Godelieve Devos
- Alphonse Devos
- Auguste Devos
- Robert Devos
- Juliaan De Vriendt
- Maurice Devriendt
- Adolphe de Vrière
- Alexandre de Vrints Treuenfeld
- Jozef Devroe
- Benoît Devroede
- Léopold de Wael
- Patrick Dewael
- Edmond Dewandre
- Barthel Dewandre
- Frans De Weert
- Pierre De Weirdt
- Monique De Weweire
- Laurent De Wilde
- Emmanuel De Winde
- August De Winter
- Filip Dewinter
- Jean-Baptiste De Winter
- Jean De Witte
- Gustave de Woelmont
- Alphonse de Woelmont d'Opleeuw
- Lambert Dewonck
- Léon de Wouters d'Oplinter
- Fernand de Wouters d'Oplinter
- Maurice Dewulf
- Roger De Wulf
- Pierre Dexters
- Eugène de Zerezo de Téjada
- Albert D'Haese
- Louis D'Haeseleer
- Diane D'Haeseleer
- Charles-François d'Hane de Steenhuyse
- Charles d'Hane de Steenhuyse
- Jean-Baptiste d'Hane de Steenhuyse
- Pierre D'hauwer
- Adolf Dhavé
- François d'Hoffschmidt
- Constant d'Hoffschmidt de Resteigne
- Denis D'Hondt
- Greta D'Hondt
- Gustave D'Hondt
- Raymond Dhont
- Luc Dhoore
- Edgard D'Hose
- Albert d'Huart
- Edouard d'Huart
- Maurice Didden
- Achille Diegenant
- Fred Dielens
- Greta Dielens
- Pierre Dierckx
- Ludo Dierickx
- Vincent Diericx
- Adiel Dierkens
- René Dieudonné
- Michel Dighneef
- Pierre Dijon
- Karel Dillen
- Marijke Dillen
- Noëlla Dinant
- Pierre Diriken
- Elio Di Rupo
- Jean Discry
- Raymond Dispy
- Ferdinand Dohet
- Charles Doignon
- Hubert Dolez
- François Domis
- Edmond Doms
- Didier Donfut
- Samuel Donnay
- François Donny
- Eugeen Donse
- Ignace Dony
- Auguste Doucet de Tillier
- Adrien d'Oultremont
- Robert Doutreligne
- Willem Draps
- Julien Drèze
- René Drèze
- Adolphe Drion du Chapois
- Ernest Drion du Chapois
- Louis Drubbel
- Marc Drumaux
- Vera Dua
- André Dubois
- Charles Dubois
- Joseph Dubois
- Adolphe du Bois d'Aische
- François Du Bus
- Albéric du Bus de Gisignies
- Bernard du Bus de Gisignies
- André du Bus de Warnaffe
- Charles du Bus de Warnaffe
- Léon du Bus de Warnaffe
- Daniel Ducarme
- Joseph du Château
- Henri Duchatel
- Mathieu Duchesne
- Arlette Duclos-Lahaye
- Adolphe Ducobu
- Fernand Ducobu
- Marcel Duerinck
- François Dufour
- Jules Dufrane
- Alexandre Dugniolle
- Henri Dujardin
- Paul Dumez
- Auguste Dumon
- Yves du Monceau de Bergendal
- Eugène Dumont
- Guillaume Dumont
- Barthélemy Dumortier
- Henri Dumortier
- Georges Duplat
- Ferdinand Dupont
- Émile Dupont
- Jozef Dupont
- Jos Dupré
- Louis Dupret
- René Dupriez
- Antoine Duquesne
- Henri Duquesne Watelet de la Vinelle
- Ernest Duray
- Emile Duret
- Florimond Durieu
- Annie Duroi-Vanhelmont
- Alexis du Roy de Blicquy
- Ludovic-Marie d'Ursel
- Hippolyte d'Ursel
- Georges Dutry
- Armand Duvieusart
- Étienne Duvieusart
- Jean Duvieusart
- Auguste Duvivier
- Noël Duvivier
- Louis Duysburgh
- Edmond Duysters

## E
- Paul Eeckman
- Willem Eekelers
- Achille Albert Eeman
- Jan Eeman
- Alexis Eenens
- Claude Eerdekens
- Ferdinand Elbers
- Hendrik Elias
- Jacques Nicolas Elias
- Pierre Eloy de Burdinne
- Corneille Embise
- Gerard Eneman
- Numa Ensch
- Victor Ernest
- Antoine Ernst
- Jean Winand Ernst
- Eugène Everaerts de Velp
- Alfred Evers
- Jean-Marie Evrard
- Didier van Eyll
- Gaston Eyskens
- Mark Eyskens

## F
- Léopold Fagnart
- Louis Faignart
- Isidore Fallon
- Edouard Falony
- Albert Fasbender
- Armand Fassin
- Hendrik Fayat
- Valmy Féaux
- Daniel Fedrigo
- Jean Férir
- Emile Féron
- Maurice Féron
- Auguste Ferrant
- Robert Fesler
- Jozef Feyaerts
- Eugène Fichefet
- Corneille Fieullien
- Désiré Fiévé
- Gustave Fiévet
- Joseph Fiévez
- Antoon Fimmers
- Pierre Finné
- Frans Fischer
- Eugène Flagey
- André Flahaut
- Emile Flamant
- Guillaume Fléchet
- Ferdinand Fléchet
- Joseph-Stanislas Fleussu
- Etienne Floré
- Aimé Foncke
- André-Napoléon Fontainas
- Alexandrine Fontaine-Borguet
- Gabriëlle Fontaine-Vanhoof
- Florimond Fonteyne
- Michel Foret
- Etienne Fortamps
- Pierre Forthomme
- Joseph Fossion
- Adhémar Foucart
- Raymond Foucart
- Richard Fournaux
- Baudouin Franck
- Louis Franck
- Emile François
- Frédéric François
- Paul François
- Gustave Francotte
- Karel Fransman
- André Frédéric
- Leo Frenssen
- Willy Frère
- Walthère Frère-Orban
- Michael Frères
- Victor Fris
- Jules Frison
- Léopold Frison
- Gaston Fromont
- Jean-Michel Ghislain Funck
- Léon Furnémont

## G
- Jaak Gabriëls
- Roger Gailliez
- Arthur Gailly
- Marc Galle
- Alfred François Galopin
- Henri Gandibleux
- Gisèle Gardeyn-Debever
- Justin Gaspar
- Avil Geerinck
- Albert Gehlen
- François Gelders
- Frans Gelders
- Nicolas Gelders
- Julien Geldof
- Wim Geldolf
- Alexandre Gendebien
- Charles Gendebien
- Jules Gendebien
- Léon Gendebien
- Paul-Henry Gendebien
- Jean Geraerts
- Léon Gérard
- Lodewijk Gerrits
- Marcel Gesquière
- Maurice Geûens
- Gustaaf Gevaert
- Fernand Geyselings
- Jos Geysels
- Ferdinand Ghesquière
- Jacqueline Ghevaert-Croquet
- Robert Gheysen
- Paul Ghysbrecht
- Pieter Ghysen
- Jozef Ghyssels
- Henri Gielen
- Adolphe Gierkens
- Thierry Giet
- Louis Gigot
- Léopold Gillard
- Gil Gilles
- Charles Gillès de Pelichy
- Guido Gillès de Pelichy
- Roland Gillet
- Edouard Gilliaux
- Victor Gillieaux
- Célestin Gillis
- Gaston Gillis
- Arthur Gilson
- Louis Gilson
- Jules Giroul (1832-1866)
- Jules Giroul (1857-1920)
- Lucien Giroul
- Georges Glineur
- Henri Glineur
- Ernest Glinne
- Max Glorie
- Alphonse Louis Goblet
- Nicolas Goblet
- Albert Goblet d'Alviella
- Eugène Goblet d'Alviella
- Louis Goblet d'Alviella
- Edouard Godin
- Frans Goelen
- Emile Goeman
- Hector Goemans
- Frans Goes
- Georges Goetgebuer
- Karel Goetghebeur
- Emile Goethals
- Frans Goethals
- Jean Goethals
- Albert Goffaux
- Antoine Goffin
- Ernest Goffin
- Lambert Goffings
- Jean Gol
- Fernand Golenvaux
- Théophile Gollier
- Richard Gondry
- Cécile Goor-Eyben
- Charles Gouters
- Luc Goutry
- Emile Gracia
- Jean-Pierre Grafé
- Joseph Grafé
- Flor Grammens
- Charles Grandgagnage
- Jozef Grandjean
- Charles Graux
- Alphonse Gravis
- Albert Grégoire
- Marcel-Hubert Grégoire
- Suzanne Grégoire-Cloes
- Gilbert Gribomont
- Georges Grimard
- Denis Grimberghs
- Joseph Gris
- Mathilde Groesser-Schroyens
- Frans Grootjans
- Pierre Grosfils (1797-1868)
- Pierre Grosfils (1852-1919)
- André Grosjean
- Paul Gruselin
- François Guillaume
- Jules Guillery
- Georges Guilmin
- Lucien Gustin
- Alfred Guyot

## H
- Gustave Hagemans
- Elie Hainaut
- Jules Halbart
- Louis Halflants
- Max Hallet
- Pierre Hallet
- Eugène Hambursin
- Auguste Hamman
- Lode Hancké
- Léon Hannotte
- Huberte Hanquet
- François Prosper Hanrez
- Michel Hansenne
- Eugène Hanssens
- Léopold Hanssens
- Jean-Marie Happart
- Emile Hardy
- Lucien-Marie Harmegnies (1892-1942)
- Lucien Harmegnies (1916-1994)
- Marc Harmegnies
- Yvon Harmegnies
- Pierre Harmel
- Alphonse Harmignie
- Jacques Haustrate
- Pierre Havelange
- Jean-Baptiste Edouard Haÿez
- Pierre Hazette
- Joseph Hecq
- Charles Héger
- Fernand Helguers
- Robert Helias d'Huddeghem
- Joris Helleputte
- Pierre Hellinckx
- Alphonse Hemeleers
- Jaak Henckens
- Adelfons Henderickx
- Robert Hendrick
- Denis Henon
- Jean-François Henot
- Etienne Henrard
- Emile Henricot
- Robert Henrion
- Paul Henrotin
- Jean-Pol Henry
- Yvan Henry
- Augustinus Hens
- Lambert Heptia
- Jules Herbage
- Louis Herbert
- Paul Herbiet
- Jean Herinckx
- Fernand Herman
- Maurice Herman
- An Hermans
- Ward Hermans
- Fernand Hermans
- Jozef Alfons Hermans
- Paul Hermans (politicus)
- Albert Hermant
- Georges Herry
- Gustave Herry-Vispoel
- Samuel Herssens
- Luc Hertoghe
- Jacqueline Herzet
- Victor Hessens
- Marcel Heughebaert
- Georges Heupgen
- Henri Heuse
- Paul Heuse
- Florimond Heuvelmans
- Hendrik Heyman
- Henri Heyndels
- Achille Heyndrickx
- Winand Heynen
- Ghislain Hiance
- Raoul Hicguet
- Albert Hillen
- Jules Hoen
- Henri Hollevoet
- Guy Hollogne
- Polydoor Holvoet
- Alphonse Homans
- Georges Honincks
- Dieudonné Horlait
- Grégoire Horlait
- Désiré Horrent
- Henri Horward
- Jules Hossey
- Patrick Hostekint
- Roger Hostekint
- Roger Hotermans
- Georges Houbart
- Joseph Houget
- Georges Housiaux
- Hyacinthe Housiaux
- Léon Houtart
- Maurice Houtart
- Auguste Houzeau de Lehaie
- Gaston Hoyaux
- Joseph Hoÿois
- Florentin Huart
- Louis Huart
- Claude Hubaux
- Léon Hubert
- Fernand Hubin
- Georges Hubin
- Robert Hulet
- Antoine Humblet
- Paul Humblet
- Léon Hurez
- Augustinus Husson
- Fernand Huts
- Hubert Huveners
- Jeanne Huybrechts
- Francis Huylebroeck
- Joris Huysentruyt
- Auguste Huyshauwer
- Camille Huysmans
- Louis Huysmans
- François Hye-Hoys
- Paul Hymans
- Salomon Hymans

## I
- Pierre Guillaume Imperiali
- Jozef Indekeu
- Adrien Iweins d'Eeckhoutte
- Henri Iweins d'Eeckhoutte

## J
- Camille Jacmart
- Victor Jacobs
- Viviane Jacobs
- Fernand Jacquemotte
- Joseph Jacquemotte
- Edmond Jacques
- Théodore Jacques
- Mathieu Jacques
- Jean-Baptiste Jadot
- Edouard Jaequemyns
- Alexandre Jamar
- Emile Jamar
- Urbain Jamar
- Walthère Jamar
- Joseph Laurent Jaminé
- Maurice Jaminet
- Louis Jamme
- Emile Jamme
- André Jandrain
- Paul Janson
- Paul-Emile Janson
- Charles Janssen
- Jeanne Janssen
- Alfons Janssens
- Arthur Janssens
- Charles Janssens (1822-1887)
- Charles Janssens (1898-1982)
- Charles Janssens (1947)
- Raymond Janssens
- Theodoor Janssens
- Willem Janssens
- Henri Jaspar
- Marcel-Henri Jaspar
- Émile Jeanne
- Emile Jennissen
- René Jérôme
- Emile-Edgard Jeunehomme
- Dominique Jonet
- Théodore Jonet
- Louis Joris
- Gustave Jottrand
- Joseph Jouret
- Martin Jouret
- Paul Jouret
- Léon Jourez
- Alfred Journez
- Isidore Jullien
- Dieudonné Jullien
- Louis Julliot
- Jean-Baptiste Junion
- Gaston Juste

## K
- Lambert Kelchtermans
- Theo Kelchtermans
- André Kempinaire
- Jean Keppene
- Henri Kervyn
- Joseph Kervyn de Lettenhove
- Philippe Kervyn de Volkaersbeke
- Mimi Kestelijn-Sierens
- Jean J.A. Kickx
- Louis Kiebooms
- Edouard Klein
- Albert Kluyskens
- François Knaepen
- Etienne Knoops
- Julien Koch
- Adolphe Koeler
- Werner Koelman
- Pierre Kofferschläger
- Willy Koninckx
- Richard Kreglinger
- Paul Kronacker
- Serge Kubla
- Willy Kuijpers

## L
- Emile Lacroix
- Robert Lacroix
- Jan Laenen
- Bart Laeremans
- Maurice Lafosse
- André Lagasse
- André Lagneau
- Guillaume Lagrange
- Julien Lahaut
- Hilaire Lahaye
- Martial Lahaye
- Albert L'Allemand
- Edgard Lalmand
- Victor Laloux
- Casimir Lambert
- Edouard Lambert
- Yvonne Lambert
- Pierre Lambillotte
- Jean-Pierre Lambin
- Auguste Lambiotte
- Paul Lamborelle
- Henri Lambotte
- Karel Lambrechts
- Willem Lambrechts
- Roger Lamers
- Jean-Baptiste Lampens
- Louis Landeloos
- Renaat Landuyt
- Hippolyte Lange
- Raymond Langendries
- Pierre Lano
- Hubert Lapaille
- Gustave Lapierre
- Guy Larcier
- François Lardinois
- Alfons Laridon
- Victor Larock
- Emile Laubry
- Philippe Laurent
- François Lauters
- John Lauwereins
- Herman Lauwers
- Albert Lavens
- Philippe Lebailly de Tilleghem
- Octave Lebas
- Charles Lebeau
- Fernand Lebeau
- Joseph Lebeau
- Louis Le Bègue
- Simone Leblanc
- Michel Lebrun
- Edmond Leburton
- Edmond Leclercq
- Jan Leclercq
- Jean Leclercq
- Mathieu Leclercq
- René Leclercq
- Robert Leclercq
- Edouard Leclère
- Gabriel Lecreps
- Olga Lefeber
- Albert Lefebvre (1782-1861)
- Albert Lefebvre (1854-1911)
- Alphonse Lefebvre
- Charles Lefebvre
- Louis Lefebvre
- René Lefebvre
- Fernand Lefère
- Jacques Lefevre
- Théo Lefèvre
- Gérard Le Grelle
- Pierre Le Grève
- Ursmard Legros
- Adolphe Le Hardy de Beaulieu
- Gerard le Hardy de Beaulieu
- Philippe le Hodey
- Charles Le Hon
- Désiré Le Jeune
- Guillaume Lejeune
- Jules Lejeune
- Horace Leleux
- Xavier Lelièvre
- Roland Lemoine
- Maurice Lemonnier
- Lieven Lenaerts
- Jean Lenoir
- Jan Lenssens
- Alfred Léonard
- Antoine Léonard
- Henri Léonard
- Jean-Marie Léonard
- Henri Lepage
- Léon Lepage
- Remi Le Paige
- Léon Lepoivre
- Jean Lepoutre
- Albert Lernoux
- Claude Lerouge
- Jacques Leroy
- Charles Leruitte
- Arthur Lescarts
- Octave Le Sergeant d'Hendecourt
- Charles Lesoinne
- Roger Lespagnard
- Jules Lesseliers
- Marc Lestienne
- Yves Leterme
- Jeroom Leuridan
- Adolphe Levae
- Marcel Levaux
- Jean-Pierre Levecq
- Jules Levecq
- Michel Levie
- Daniel Leyniers
- Pieter Leys
- Annie Leysen
- Henri Libbrecht
- Augustin Licot
- Henri Liebaert
- Julien Liebaert
- Charles Liedts
- Camille Liefmans
- Victor Liefmans
- Albert Liénard
- Albert Liénart
- Edmond Lievens
- Arthur Ligy
- Leo Lindemans
- Auguste Lippens
- Hippolyte Lippens
- Carlos Lisabeth
- Anne-Marie Lizin
- Marcel Logist
- Alfred Lombard
- Gaston Longeval
- Frans Longville
- Jan Loones
- Georges Loos
- Jean Loos
- Etienne Lootens-Stael
- Georges Lorand
- Auguste Loslever
- Georges Loumaye
- Ignace Lowie
- Frans Lozie
- Victor Lucq
- Peter Luyten
- Pierre Lys

## M
- Léon Mabille
- Jules Maenhaut van Lemberge
- Jean Maertens
- Léopold Maertens
- Boudewijn Maes
- Edgar Maes
- Georges Maes
- Jean Maes
- Nelly Maes
- Jozef Magé
- Yves Magherman
- Alfred Magis
- André Magnée
- Charles Magnette
- Chokri Mahassine
- Jan Mahieu
- Marc Mahieu
- Emile Maillen
- Olivier Maingain
- Marceau Mairesse
- Victor Maistriau
- Pierre Maistriaux
- Louis Major
- Jean Malempré
- Charles Léopold Mallar
- Jules Malou
- Hubert Mampaey
- Jan Mangelschots
- Ferdinand Manilius
- Jules Mansart
- Charles Marcellis
- Robert Marchal
- Cyriel Marchand
- Werner Marchand
- Hendrik Marck
- Albert Mariën
- Gerard Markey
- Aurèle Maroille
- Georges Marquet
- Hugo Marsoul
- Albert Marteaux
- Joseph Martel
- Liban Martens
- Wilfried Martens
- Albert Martin
- Edouard Mary
- François Mascart
- Emile Masquelier
- Fernand Masquelier
- Fernand Massart
- Fulgence Masson
- Maurice Masson
- Charles Mast-De Vries
- Georges Matagne
- Alphonse Materne
- Fernand Mathieu
- Jules Mathieu
- Lucienne Mathieu-Mohin
- Guy Mathot
- Jules Mathys
- Reimond Mattheyssens
- Louis Matthieu
- Roger Mattot
- Adolphe Max
- Adolphe May
- Arthur Mayeur
- Yvan Mayeur
- Philippe Maystadt
- Albert Mechelynck
- Nik Meertens
- Eugène Meeus
- Guillaume Melckmans
- Lucien Mellaerts
- Auguste Melot
- Ernest Mélot
- Laurent Merchiers
- Edouard Mercier
- Trees Merckx-Van Goey
- Désiré Mergam
- Jean Merget
- Jean Merjay
- Joseph-Jean Merlot
- Joseph Merlot
- Henri Mernier
- Julius Mertens
- Josse Mertens de Wilmars
- Joseph Mesdach de ter Kiele
- Edmond Mesens
- Jules-Alexandre Messinne
- Charles Metz
- Marcel Meunier
- Paul Meunier
- Robert Meureau
- Marcel Meuter
- Jacques Mevis
- François Meyers
- Paul Meyers
- Oktaaf Meyntjens
- Léon Meysmans
- Alfred Micha
- Georges Michaux
- Joseph Michel (politicus)
- Louis Michel
- Jean Mignon
- Pierre Milcamps
- Jean Militis
- Charles Minet
- Stéphane Mineur
- Maurice Minne
- Edgard Missiaen
- Jean-Paul Moerman
- Georges Monard
- François Moncheur
- Andries Mondelaers
- Philippe Mondez
- Philippe Monfils
- Alfred Monville
- Armand Moock
- Michel Moock
- Chris Moors
- Jacky Morael
- Henri Mordant
- Gérard Moreau
- Robert Moreau
- Pierre Morel-Danheel
- Eugeen Moriau
- Patrick Moriau
- Camiel Mostaert
- Gilbert Mottard
- Jean Mottard
- Robert Motteux
- Roger Motz
- Gaston Moulin
- Philippe Moureaux
- Serge Moureaux
- Camille Moury
- Charles Mousset
- Dieudonné Mouton
- Emile Mouton
- Florent Mouvet
- Constantin Moxhon
- Charles Moyaerts
- Edmond Moyart
- Ludovic Moyersoen
- Romain Moyersoen
- Adile Eugène Mulle de ter Schueren
- Eugène Mullendorff
- Clément Müller
- Georges Mundeleer
- Léon Mundeleer (politicus)
- Urbain Muyldermans

## N
- Jacques Nagels
- Louis Namèche
- Jean Namotte
- Arthur Nazé
- Octave Neef-Orban
- Guillaume Nélis
- Lisette Nelis-Van Liedekerke
- Edmond Nerincx
- Xavier Neujean (1840-1914) (vader)
- Xavier Neujean (1865-1940) (zoon)
- Louis Neuray
- Marcel Neven
- Paul Neven
- Joseph Nèves
- Adolphe Neyt
- Annemie Neyts
- Alfred Nichels
- Leopold Niemegeers
- Thomas Niezette
- Jean Baptiste Nobels
- Ferdinand Noël
- Ernest Nolf
- Roger Nols
- Raymond Nossent
- Jean Notelteirs
- Alphonse Nothomb
- Charles-Ferdinand Nothomb
- Jean-Baptiste Nothomb
- Gustaaf Nyffels
- Albert Nyssens

## O
- Joseph Oblin
- Hugo Olaerts
- Jozef Olaerts
- Xavier Victor Olin
- Auguste Olislaeger
- Théodore Olislagers de Sipernau
- Alfred Olivier
- Louis Olivier
- Marc Olivier
- Gaston Onkelinx
- Laurette Onkelinx
- Louis Ooms
- Léon Orban
- Grégoire Orban de Xivry
- Jules Ortegat
- Jean Ortmans
- Auguste Orts
- Louis Orts
- Edward Osy de Zegwaart
- Jean Osy
- Roger Otte
- Lucien Outers
- Oswald Ouverleaux
- Camille Ozeray

## P
- Félix Palante
- Albert Palmers
- Louis Pans
- Oscar Paquay
- Simon Paque
- Michel Parent
- Albert Parisis
- Eugène Parmentier
- Léon Pastur
- Max Pastur
- Paul Pastur
- Arthur Pater
- Gustave Paternoster
- Savin Paternostre
- Marcel Payfa
- Martine Payfa
- Édouard Pécher
- Arthur Pecsteen
- Jean Pede
- Augustin Peel
- Joseph Peereboom
- Ernest Peers
- Jan Peeters
- Justin Peeters
- Leo Peeters
- Lode Peeters
- Paul Peeters
- Pierre-Egide Peeters
- Renaat Peeters
- Auguste Peiffer
- Karel Pelgroms
- Guillaume Peltzer
- Joan Pepermans
- Louis Pépin
- Jean-Pierre Perdieu
- François Perin
- Jean-Baptiste Périquet
- François Persoons
- Clément Peten
- Ernest Petit
- Louis Petit
- Maurice Petit
- Charles Petitjean
- Robert Petitjean
- René Pêtre
- Irène Pétry
- Jules Pety de Thozée
- Julien Peurquaet
- Vic Peuskens
- Bruno Philippart
- Marcel Philippart de Foy
- Jules Martin Philippot
- Fernand Philips
- Hendrik Picard
- Jean-Baptiste Pichuèque
- Charles Picqué
- Jean Picron
- Jean Piedboeuf
- Paul Piéraert
- Guy Pierard
- Louis Piérard
- Joseph Pierco
- Léon Pierco
- Edgard Pierman
- Jean-Baptiste Pierre
- Henri Pierret
- Jan Piers
- Marc-Antoine Pierson
- Alphonse Pieters
- Dirk Pieters
- Trees Pieters
- Auguste Pil
- Jean-Pierre Pillaert
- Karel Pinxten (politicus)
- Fernand Piot
- Henri Pirard
- Eudore Pirmez
- Jean Pirmez
- Maurice Pirmez
- Marcel Piron
- André Pirson
- François Pirson
- Victor Pirson
- Dominique Pitsaer
- Jacques Pivin
- Marcel Plasman
- Stefaan Platteau
- Auguste Plovie
- Georges Polet
- François Polfvliet
- Eugène Pollénus
- Karel Poma
- Jean-Pol Poncelet
- Jules Poncelet
- Jos Poortmans
- Leon Porta
- François Portmans
- Pierre Poschet
- Jozef Posson
- Charles Poswick
- Francis Poty
- Louis Pouille
- Prosper Poullet
- Louis Powis de Tenbossche
- Édouard Preud'homme
- Jacques Preumont
- Eugène Prévinaire
- Albert Puissant
- Augustin Puissant
- Lionel Pussemier

## Q
- Maurice Quaghebeur
- Ignace Quirini

## R
- Lucien Radoux
- Auguste Raemdonck van Megrode
- Paul Raepsaet
- Gustave Rahlenbeck
- Jean Raikem
- Jean Ramaekers
- Jef Ramaekers
- Didier Ramoudt
- Evrard Raskin
- Antoinette Raskin-Desonnay
- Marcel Rasquin
- Hubert Rassart
- Lambert Raymaeckers
- Xavier Relecom
- Léon Remacle
- Marcel Remacle (politicus)
- Théodore Rembry
- Henri Renier
- Jules Renkin
- Jules Rens
- Julien Renson
- Henri Reul
- Jean Rey
- Auguste Reynaert
- Ernest Reynaert
- Didier Reynders
- Henri Reyntjens
- Louis Richald
- Edouard Richard
- Félix Rigaux
- Edmond Rigo
- Basile-Jean Risopoulos
- Eugène Robert
- Hubert Robyn
- Frans Robyns
- Alexander Rodenbach
- Constantin Rodenbach
- Henri Roger
- Louis Roger
- Charles Rogier
- Hippolyte Rolin
- Gustave Rolin-Jaequemyns
- Robert Rolin Jaequemyns
- Louis Rombaut
- Jan-Baptist Rombauts
- Roger Rommiée
- Gérard Romsée
- Ernest Rongvaux
- Alfred Ronse
- Louis Ronvaux
- Peter Roose
- Louis Roppe
- Léon Rosseeuw
- Pierre Rouelle
- Nicolas Rouppe
- Eugène Rousseau
- Adolphe Roussel
- Charles Rousselle
- Emile Royer
- Auguste Royer de Behr
- Gustave Royers
- Edmond Rubbens
- Hubert Rubens
- André Rutten
- Jan Rutten
- Mathieu Rutten
- Albéric Ruzette
- Geneviève Ryckmans-Corin

## S
- Gustave Sabatier
- Victor Sabbe
- Charles Saeyman
- Charles-Xavier Sainctelette
- Antoine-Hubert Sainte
- François Sainte
- Antoine Saintraint
- André Saint-Rémy
- Jan-Baptist Samyn
- Louis Sandront
- Édouard Santkin
- Jacques Santkin
- Gustave Sap
- Freddy Sarens
- Guy Saulmont
- François Saussus
- Johan Sauwens
- Auguste Savart-Martel
- Victor Savart
- Optat Scailquin
- Jean Schaepherders
- Leo Scheere
- André Schellens
- Emile Schevenels
- Jean Scheyven
- Raymond Scheyven
- Hugo Schiltz
- Jean-Baptiste Schinler
- Hubert Schmitz
- Hunfred Schoeters
- François Schollaert (1817-1879)
- François Schollaert (1851-1917)
- Bert Schoofs
- Maurice Schot
- Guy Schrans
- Eddy Schuermans
- Henri Schumacher
- Martine Schüttringer
- Guillaume Schyns
- Alfred Scokaert
- Paul Scoumanne
- François Sebrechts
- Paul Segers
- Joannes Seghers
- Marcel Seghers
- Philippe Seghin
- Ludo Sels
- Georges Sénéca
- Arthur Sercu
- Pierre-Guillaume Seron
- Désiré Serruys
- Jean-Baptiste Serruys
- Albert Servais
- Edouard Servais
- Paul Servais
- Luc Sevenhans
- Jean-Marie Severin
- Emile Sevrin
- Joseph Siccard
- Jules Sieben
- Alfons Siffer
- Joseph Sigart-Goffint
- Edouard Simon
- Henri Simonet
- Jacques Simonet
- Alfred Simonis
- Charles Simons
- Henri Simons (1954)
- Henri Simons (1787-1868)
- Henri Adrien Simons
- Antoine Sinave
- Raphaël Sindic
- Ignace Sinzot
- Jef Sleeckx
- Ernest Slingenyer
- Jozef Smedts
- Paul Smeets
- Miet Smet
- August Smets
- Auguste Smets
- Achiel Smets
- Tony Smets
- Jean Baptiste Smits
- Theodoor Smolders
- Charles Snoy
- Georges Snoy
- Jean-Charles Snoy et d'Oppuers
- Gustave Soenens
- Sylvain Sohest
- Marc Somerhausen
- Joos Somers
- Eugène Soudan
- André Soudant
- Nicolas Souplit
- Antoinette Spaak
- Paul-Henri Spaak
- Ferdinand Speelman-Rooman
- Adrien Spillebout
- John Spinnewyn
- Antoon Spinoy
- Georges Sprockeels
- Eugène Standaert
- Louis Standaert
- Bernard Stas de Volder
- Lodewijk Steenwegen
- Marie-Laure Stengers
- Josephus Steps
- Edmond Steurs
- Antoon Steverlynck
- Rika Steyaert
- Jules Stiénon du Pré
- Louis Stouffs
- Louis Straus
- François Streel
- Paul Streel
- Eugène Stroobant
- Joseph Strubbe
- Eugène Struye
- Camiel Struyvelt
- Jeroom Stubbe
- Paul Supré
- Lucien Suykens
- Herman Suykerbuyk
- Frank Swaelen
- Guy Swennen
- Louis Systermans

## T
- Pierre Tack
- Willy Taelman
- Valeer Tahon
- Charles Taintenier
- Charly Talbot
- Francis Tanghe
- Paul Tant
- Pierre Tasset
- Jef Tavernier
- John Taylor (Vlaams politicus)
- Théodore Teichmann
- Gilbert Temmerman
- Jean Terfve
- Paul Terlinden
- Léon Termote
- Freddy Terwagne
- Modeste Terwagne
- Victor Tesch
- Prosper Teughels
- Frans Theelen
- Léon Théodor
- Xavier Victor Thibaut
- Charles Thiéfry
- Jean Thiel
- Georges Thielemans
- Jean Thienpont
- Léon Thienpont (1815-1909)
- Louis Thienpont
- Jules Thiriar
- René Thissen
- Joseph Thonissen
- Albert Thooris
- Henri Thyrion
- Jean-Louis Thys
- Walter Thys
- Walthère Thys
- Emile Tibbaut
- Léopold Tibbaut
- François Tielemans
- Jean-François Tielemans
- André Tilquin
- Jacques Timmermans
- Jan Timmermans
- Léon Timmermans
- Leo Tindemans
- Georges T'Kint
- Henri t'Kint de Roodenbeke
- Arnold t'Kint de Roodenbeke
- Louis Tobback
- Reimond Tollenaere
- Éric Tomas
- Georges Tonnelier
- Roger Toubeau
- Julien Tournay-Detilleux
- Joseph Ferdinand Toussaint
- Luc Toussaint
- Paul Trasenster
- Hippolyte Trémouroux
- Pierre Trentesaux
- Jean Triau
- Léon Troclet
- Michel Tromont
- Louis Troye
- Georges Truffaut
- Paul Tschoffen
- Jean-Baptiste T'Serstevens
- Léon T'Serstevens

## U
- Charles Ullens
- François Ullens
- Robert Urbain
- Yves Urbain
- Arsène Uselding
- Louis Uytroever
- René Uyttendaele

## V
- Jan Vael
- André Vaes
- Henricus Vaes
- Auguste Valckenaere
- Jef Valkeniers
- Henri-François Van Aal
- Achiel Van Acker
- Benoit Van Acker
- Frank Van Acker
- Fernand van Ackere
- Julien Van Aperen
- François Van Belle
- Ignace Van Belle
- Lodewijk Van Biervliet
- Guillaume Van Bockel
- Jul Van Boxelaer
- Edmond Van Brabandt
- Frans Van Brussel
- Jacques Van Buggenhout
- Jules Van Caenegem
- Michel Van Caeneghem
- Eugène Van Cauteren
- Victor Van Cauteren
- Frans Van Cauwelaert
- Florent Van Cauwenbergh
- Jean-Claude Van Cauwenberghe
- Jozef Van Cleemput
- Jean-François Van Cleemputte
- Justin Van Cleemputte
- Jean-Paul Vancrombruggen
- Constantin Van Cromphaut
- Jean-Baptiste Van Cutsem
- Désiré Van Daele
- Magdalena Van Daele-Huys
- Emile Vandam
- Fernand Vandamme
- Maurice Vandamme
- Cesar Van Damme
- Edgard Vandebosch
- Annemie Van de Casteele
- Johan Vande Lanotte
- Joseph Vandemeulebroek
- Hippolyte Vandemeulebroecke
- Jaak Vandemeulebroucke
- Marc Van den Abeelen
- Jacques Van den Bemden
- Félix Van den Bergh
- Albert Vanden Berghe
- Ernest Van den Berghe
- Omer Vandenberghe
- Joseph François Van den Berghe de Binckum
- Paul Vanden Boeynants
- Valère Vandenbogaerde
- Dany Vandenbossche
- François Van den Bossche
- Luc Van den Bossche
- Luc Van den Brande
- Frans van den Branden
- Félix van den Branden de Reeth
- Gustave Van den Broeck
- Jaak Van den Broeck
- Louis Van den Broeck
- Frank Vandenbroucke (politicus)
- Marcel Vandenbulcke
- Maria Vandenbussche
- Fernand Van den Corput
- Geeraard Van Den Daele
- Bart Vandendriessche
- Francis Van den Eynde
- Jean-Baptiste Van den Eynde
- Jan Van den Eynde
- Oscar van den Eynde de Rivieren
- Jacques Vandenhaute
- Hubert Vandenhende
- Henri van den Hove
- Marcel Vandenhove
- Maurice Vanden Kerckhove
- Renaat Van Den Kieboom
- Alphonse Vandenpeereboom
- Ernest Vandenpeereboom
- Jules Vandenpeereboom
- Marilou Vanden Poel-Welkenhuysen
- Gustave Vanden Steen
- Louis Van den Steen
- Adolphe Van den Wiele
- Alfons Van de Perre
- Charles Van de Put
- Joseph Vander Belen
- Michel van der Belen
- Alain Van der Biest
- Auguste Van der Brugge
- Maurice Van der Bruggen
- Théodore Van der Donckt
- Frans Van der Elst
- Jean Vanderghote
- Armand van der Gracht de Rommerswael
- Marcel Vanderhaegen
- Jules Vanderheyde
- Jean Van der Heyden
- Victor Vanderheyden
- Léon Vanderkindere
- Arthur Vanderlinden
- Julien Van Der Linden
- Edmond van der Linden d'Hooghvorst
- Dirk Van der Maelen
- Servais Van der Maesen
- Paul Vandermeulen
- Paul Van Der Niepen
- Herman Vanderpoorten
- Mark Van der Poorten
- Jean Van der Sande
- Jacques Van der Schueren
- Gustave Van der Smissen
- Jules Vander Stichelen
- François-Xavier van der Straten-Waillet
- Jeanne Vanderveken-Van De Plas
- Emile Vandervelde
- Michel Van Dessel
- Jo Vandeurzen
- Auguste Van de Velde
- Paul Vandevelde
- Joseph Vandevelde
- Lucien Van de Velde
- Raymond Vande Venne
- Aloys Van de Vyvere
- Victor Van de Walle
- Gaston Van de Wiele
- Hippolyte Van de Woestyne
- Hugo Van Dienderen
- Emile van Dievoet
- Fernand Van Doorne
- Norbert Van Doorne
- François Van Dormael
- Jules Vandromme
- Wilfried Van Durme
- Jozef Van Eetvelt
- Jos Van Elewyck
- Renaat Van Elslande
- Jan Van Erps
- Henri Van Eyken
- Jos Van Eynde
- Paul Vangansbeke
- Louis Van Geyt
- Patrick Van Gheluwe
- Ernest Van Glabbeke
- Adolphe Van Glabbeke
- Joseph Van Goethem
- Frans Van Goey
- Jacques Van Gompel
- Camille Vangraefschepe
- Paul Van Grembergen
- Alex Vangronsveld
- Edmond Van Grootven
- Anne Van Haesendonck
- Emiel Van Hamme
- Joris Van Hauthem
- Albert Van Hecke
- Johan Van Hecke
- Joseph Vanhellemont
- Maurice Van Herreweghe
- Josse Van Heupen
- Alphonse Van Hoeck
- Paul Van Hoegaerden
- Karel Van Hoeylandt
- Albert van Hoobrouck de Fiennes
- Emile Van Hoorde
- Emile Van Hoorebeke
- Karel Van Hoorebeke
- Albert Van Hoorick
- Luk Vanhorenbeek
- Maurice Vanhoutte
- Eugène Van Huffel
- Pierre Van Humbeeck
- Emiel Vanijlen
- Henri van Innis
- Philip Van Isacker
- Jean-Ignace Van Iseghem
- Erik Vankeirsbilck
- Oscar Vankesbeeck
- Ingrid Van Kessel
- Auguste Van Landeghem
- Prosper Van Langendonck (politicus)
- Gustave Van Leempoel
- Richard Van Leemputten
- Gilbert Vanleenhove
- Aimé Van Lent
- Myriam Vanlerberghe
- Herman Van Leynseele
- Georges Van Lidth de Jeude
- Tony Van Lindt
- Jef Van Looy
- Charles Van Marcke
- Dirk Van Mechelen
- Frans Van Mechelen
- Pierre Van Meenen
- Félix Van Merris
- Jules Van Merris
- Karel Van Miert
- Joseph Van Naemen
- Ferdinand Van Nieuwenhove
- Louis Van Nieuwenhuyse
- Luk Van Nieuwenhuysen
- Jacques Van Offelen
- Lode Vanoost
- Karel Leopold Van Opdenbosch
- Auguste Van Ormelingen
- André van Outryve d'Ydewalle
- Charles-Julien van Outryve d'Ydewalle
- Eugène-Edouard van Outryve d'Ydewalle
- Jo Van Overberghe
- Isidore Van Overloop
- Karim Van Overmeire
- War van Overstraeten
- Tony Van Parys
- Marc Van Peel
- Daniël Vanpoucke
- Leo Van Raemdonck
- Emile Van Reeth
- William Van Remoortel
- Pierre van Remoortere de Naeyer
- Willy Van Renterghem
- Charles-Louis Van Renynghe
- Jan Van Rijswijck
- Hugo Van Rompaey
- Eric Van Rompuy
- Herman Van Rompuy
- Jean-Pierre Van Rossem
- Jozef Van Royen
- Victor Van Sande
- Jozef Van Santvoort
- Pieter van Schuylenbergh
- Joris van Severen
- Emiel Vansteenkiste
- Franz Vansteenkiste
- Luc Vansteenkiste (politicus)
- Roger Van Steenkiste
- Joris Vansteenland
- Edgard Vanthilt
- Pierre Van Tieghem
- Robert Van Trimpont
- Etienne Van Vaerenbergh
- Louis Vanvelthoven
- Edouard Van Vlaenderen
- Guillaume Van Volxem
- Joseph Van Volxem
- Eugène Van Walleghem
- Hubert Van Wambeke
- Eric van Weddingen
- Jan Van Winghe
- Paul van Zeeland
- Valère Vautmans
- Paul Vekemans
- Joseph Verachtert
- Corneel Verbaanderd
- Frans Verberckmoes
- Alfons Verbist
- Octaaf Verboven
- Charles Verbrugghen
- Rudolf Vercammen
- Jozef Vercauteren
- Astère Vercruysse de Solart
- Philibert Verdure
- Frans Verdussen
- Herman Verduyn
- Frédéric Vergauwen
- Herman Vergels
- Fons Vergote
- Arthur Verhaegen
- Guido Verhaegen
- Pierre-Théodore Verhaegen
- Constant Verhaeghe de Naeyer
- Marin Verhagen
- Camiel Verhamme
- Constant Verhasselt
- Leopold Verhenne
- Servais Verherstraeten
- Jan Verheyden
- Jacques Verheyen
- Suzette Verhoeven
- Guy Verhofstadt
- Albert Verlackt
- Maria Verlackt-Gevaert
- Joseph Verlinden
- Albert Vermaere
- Ghislain Vermassen
- Oscar Vermeersch
- Charles Vermeire
- Francis Vermeiren
- Adelin Vermer
- Wim Vermeulen
- Louis Vermoelen
- Jan Verniers
- Willy Vernimmen
- Frans Verpoorten
- Jan Verroken
- François Verrue-Lafrancq
- Geert Versnick
- Alphonse Versteylen
- Julien Verstraeten
- Daan Vervaet
- Désiré Vervoort
- Marc Verwilghen
- Pierre-Antoine Verwilghen
- Stanislas Verwilghen
- Laurent Veydt
- Victor Vilain
- Charles-Ghislain Vilain XIIII
- Charles Hippolyte Vilain XIIII
- Pierre Vinck
- Leo Vindevogel
- Maurice Violon
- Amedée Visart de Bocarmé
- Leon Visart de Bocarmé
- Jean-Jacques Viseur
- Jean-Pierre Viseur
- Jean-François Vleminckx
- Achille Vleurinck
- Mieke Vogels
- Herman Vos
- Pierre Vouloir
- Alfons Vranckx
- Alfred Vreven
- Raoul Vreven
- Emile Vroome
- Ferdinand Vuylsteke
- Louis Vuylsteke

## W
- Herman Wagemans
- Auguste Wagener
- Hugues Wailliez
- Jacques Wala
- Jacques Wallaert
- Léon Walry
- Aristide Walthéry
- Louis Waltniel
- Auguste Wanderpepen
- Johannes Wannyn
- Joseph Warnant
- Julien Warnant
- Arthur Warocqué
- Georges Warocqué
- Raoul Warocqué
- Gustave Washer
- Armand Wasseige
- Melchior Wathelet (1949)
- Nicolas Watlet
- Joseph Watteeu
- Jean Wautelet
- Arthur Wauters
- Joseph Wauters (politicus)
- Joos Wauters
- Michel Wauthier
- Emile Wauthy
- Paul Wauwermans
- Hugo Weckx
- Jaak Wellens
- Emile Welter
- Joseph Wettinck
- Pierre Wigny
- Frans Wijnen
- Ghisleen Willems
- Luc Willems
- Edmond Willequet
- Jean-Pierre Willmar
- Freddy Willockx
- Georges Willocq
- Hilaire Willot
- Sébastien Winandy
- Grégoire Wincqz
- Xavier Winkel
- René Wintgens
- Pieter Wirix
- Charles Woeste
- Julius Wostyn
- Edouard Wouters
- Frans Wymeersch
- Gustave Wyns

## Y
- Yvan Ylieff

## Z
- Léopold Zoude